# 川田祐一
川田 祐一（かわだ ゆういち、1972年7月10日 - ）は、障害者ドットコム株式会社の代表取締役。大阪医専講師。社会福祉士、精神保健福祉士。専門は障害者福祉。

## 経歴
1972年、石川県金沢市生まれ。1995年3月、同志社大学文学部社会学科卒業。宇治市社会福祉協議会、大阪ハイテクノロジー専門学校教員を経て、2001年より宝塚市のNPO法人で障害者福祉に従事。2006年宝塚市に障害者就労支援施設を立ち上げ、2008年、同市にエコミュ株式会社(代表：山本隆士)を設立。2016年、障害者向けインターネットメディア「障害者ドットコム」をリリース。

## エコミュ株式会社
川田氏が2008年に設立したエコミュ株式会社の事業所ecommu4leaf＊（エコミュフォーリーフ）（伊丹市・生活介護事業）が約56万円の不正請求をし、報酬（自立支援給付費）を得たとして、2016年5月1日付で障害者の日常生活及び社会生活を総合的に支援するための法律第50条第1項の規定に基づき、兵庫県より指定取消処分を受けた。また、同年2月17日にも宝塚市監査委員による監査で利用者の医師の意見書の保管状況等について意見が付されていた。